# 705
705(칠백오)는 704보다 크고 706보다 작은 자연수다.

## 수학
- 합성수로, 그 약수는 1, 3, 5, 15, 47, 141, 235, 705다. 진약수의 합은 447이므로, 705는 부족수다.
- 92번째 쐐기수다. 앞의 쐐기수는 682, 다음 쐐기수는 710이다.
  - 27번째 홀수 쐐기수다. 앞의 홀수 쐐기수는 665, 다음은 715다.
- {\displaystyle 46^{2}-1}은 705로 나누어떨어진다.

## 과학·기술
- NGC 705(영어판): 안드로메다자리 방향에 있는 렌즈형은하.
- 705 에르미니아(영어판): 소행성.
- 코스모스 705호(영어판): 소련의 인공위성.

## 교통

### 항공
- 페덱스 익스프레스 705편 납치 사건

### 도로
- 고속도로
  - 주간고속도로 제705호선(영어판): 미국의 주간고속도로.
- 기타 도로
  - 705번 지방도: 전북특별자치도 정읍시 연지동에서 부안군 하서면까지 이어지는 대한민국의 지방도.
  - 현도 제705호선

## 군사
- 705 해군 항공대(영어판): 영국의 해군 항공대.
- U-705(영어판): 제2차 세계 대전에 사용된 나치 독일의 군용 잠수함.

## 문화유산
- 대한민국의 보물 제705호: 불설대보부모은중경

## 기타
- 날짜: 7월 5일
- 연도: 705년, 기원전 705년